# ハンニバル・ライジング (映画)
『ハンニバル・ライジング』（Hannibal Rising）は、2007年のアメリカ・イギリス・フランス合作映画。トマス・ハリスによる小説「ハンニバル・レクター」シリーズ4作目となる同名小説の映画化。
レクター博士の幼少期から青年期にかけてを描いている、時間軸では1番目の作品。
アメリカでは2007年2月9日に3003館で公開され、週末興行成績で初登場2位になったが、第2週には7位、第3週には13位へと落ち込んだ。日本では同年4月21日に日劇1系列ほかで公開され、全国週末興行成績で初登場5位となった。

## ストーリー
ハンニバルは、リトアニアの名門貴族レクター家の子息として生活を送っていた。1944年、東部戦線での戦闘が激しくなり、戦禍を逃れるために、レクター家は住居レクター城から、森の中にある一家の山小屋に避難する。しかし、そこに現れたソ連軍戦車とドイツ空軍機との戦闘に巻き込まれ、幼いハンニバルは両親を失い妹ミーシャと二人きりになってしまう。
戦争孤児となりながらも、山小屋でミーシャと暮らしていたが、そこに敗走してきた対独協力者のグルータスらがやってきて二人を拘束した上で家に立てこもる。やがて食料が尽きると、彼らはミーシャを殺し、ハンニバルの前で食べ始める。あまりの衝撃にハンニバルは記憶を失う。
8年後。ハンニバルは、ソ連の孤児院となったレクター城に、孤児の一人として収容されていた。また、ミーシャのことで夜な夜な過去の悪夢に悩まされていた。やがてハンニバルはフランスの叔父の下に向かうことを決め、逃亡する。東側共産圏から西側に密入国し叔父の家に着くも、既に叔父は他界しており、その未亡人のレディ・ムラサキが暮らしていた。そしてハンニバルはムラサキの下で生活を始める。
レディ・ムラサキのもとで剣道、作法を教わりつつハンニバルは成長、文武に秀でた優れた青年となる。しかし同時にムラサキが日本から持ってきた日本刀の切れ味、大坂の陣での首級を描いた古い絵巻に魅せられてもいた。ある日、ハンニバルはムラサキを侮辱した柄の悪い肉屋ポールと喧嘩沙汰となり、その数日後、ポールを惨殺し、首を斬って奪い去る。疑われたハンニバルは警察に事情聴取を受けるが、ムラサキがポールの額にナチスのカギ十字を記して街の広場にさらし、対独協力者であるポールへの報復とみせかける機転で事なきを得る。
相続税の支払いのために居城を手放すムラサキとともに、ハンニバルは奨学医学生としてパリへ移住する。興味のあった人体解剖に勤しみながら、妹が殺され食われた時の記憶を辿ろうとする。そして彼らの顔を思い出したハンニバルはそれを絵に描きとめ、復讐を誓う。
さらに記憶をさかのぼるために、ハンニバルは自らの住居であったレクター城へ向かう。しかし、妹を食った連中の一人ドートリッヒが入管局の軍人となっており、ハンニバルの名を見つけ、尾行していた。ハンニバルは、記憶を辿ろうと当時の隠れ家に入ったところを闇討ちされるが、返り討ちにし、生け捕りにする。たらいの中で、食われたまま放置されていたミーシャの遺骨を見つけ埋葬する。そしてドートリッヒから、仲間が現在フランスにいることを聞き出し、ミーシャの骨を埋葬し、その前でドートリッヒを殺して最初の復讐をする。ドートリッヒが白状した、残るメンバーはフランスにいるコルナスが知っているとの言葉により、ハンニバルはフランスへ戻る。
ハンニバルが復讐を遂げていく中で、自分たちが狙われていることを知ったグルータスらに逆に命を狙われるが返り討ちにする。また、警察もハンニバルに見当を付けて彼を追う。残りのメンバーの拠点を知ったハンニバルは、その船に単身で乗り込み、復讐をするが、その際に、自分も知らないうちにミーシャの肉を食べさせられていたことを知らされる。
間もなく船は爆発し、ハンニバルは死亡したと見做され、捜査は打ち切られる。しかし、ハンニバルは生きており、最後の一人グレンツを殺すため、カナダに向かい、復讐を完成させる。

## キャスト
※括弧内は日本語吹替
- ハンニバル・レクター - ギャスパー・ウリエル（浪川大輔）
- レディ・ムラサキ - コン・リー（日野由利加）
- グルータス - リス・エヴァンス（大塚芳忠）
- ポピール警視 - ドミニク・ウェスト（てらそままさき）
- コルナス - ケヴィン・マクキッド（咲野俊介）
- ミルコ - スティーヴン・ウォルターズ（志村知幸）
- ドートリッヒ - リチャード・ブレイク
- グレンツ - イヴァン・マレヴィッチ
- ポール・モマン - チャールズ・マックイグノン（石田太郎）
- ミーシャ・レクター - ヘレナ＝リア・タコヴシュカ（川田妙子）
- レクター氏 - リチャード・リーフ（英語版）（仲野裕）
- レクター夫人 - インゲボルガ・ダクネイト（高島雅羅）